# Partecipanti alla Kuurne-Bruxelles-Kuurne 2023
Elenco dei partecipanti alla Kuurne-Bruxelles-Kuurne 2023.
La Kuurne-Bruxelles-Kuurne 2023 è stata la settantaseiesima edizione della corsa. Alla competizione presero parte venticinque squadre: diciassette con licenza UCI World Tour 2023 e otto UCI ProTeam.
Partenza con 171 ciclisti accreditati.

## Corridori per squadra
Nota: R ritirato, NP non partito, FT fuori tempo, SQ squalificato
| Soudal Quick-Step      | Soudal Quick-Step      | Soudal Quick-Step      | Jumbo-Visma              | Jumbo-Visma              | Jumbo-Visma              | Trek-Segafredo         | Trek-Segafredo         | Trek-Segafredo         |
| ---------------------- | ---------------------- | ---------------------- | ------------------------ | ------------------------ | ------------------------ | ---------------------- | ---------------------- | ---------------------- |
| N°                     | Ciclista               | Clas.                  | N°                       | Ciclista                 | Clas.                    | N°                     | Ciclista               | Clas.                  |
| 1                      | Fabio Jakobsen         | 9°                     | 11                       | Dylan van Baarle         | 35°                      | 21                     | Jasper Stuyven         | 10°                    |
| 2                      | Jannik Steimle         | R                      | 12                       | Tiesj Benoot             | 1°                       | 22                     | Filippo Baroncini      | R                      |
| 3                      | Davide Ballerini       | 36°                    | 13                       | Edoardo Affini           | R                        | 23                     | Alex Kirsch            | 27°                    |
| 4                      | Yves Lampaert          | 76°                    | 14                       | Christophe Laporte       | 6°                       | 24                     | Bauke Mollema          | 90°                    |
| 5                      | Casper Pedersen        | R                      | 15                       | Jan Tratnik              | 34°                      | 25                     | Jacopo Mosca           | 89°                    |
| 6                      | Florian Sénéchal       | 40°                    | 16                       | Nathan Van Hooydonck     | 2°                       | 26                     | Toms Skujiņš           | 23°                    |
| 7                      | Stan Van Tricht        | R                      | 17                       | Per Strand Hagenes       | 92°                      | 27                     | Mathias Vacek          | R                      |
| Bora-HansgroheR        | Bora-HansgroheR        | Bora-HansgroheR        | Team Arkéa-Samsic92°     | Team Arkéa-Samsic92°     | Team Arkéa-Samsic92°     | AG2R Citroën TeamR     | AG2R Citroën TeamR     | AG2R Citroën TeamR     |
| N°                     | Ciclista               | Clas.                  | N°                       | Ciclista                 | Clas.                    | N°                     | Ciclista               | Clas.                  |
| 31                     | Nico Denz              | R                      | 41                       | David Dekker             | R                        | 51                     | Greg Van Avermaet      | 81°                    |
| 32                     | Marco Haller           | 53°                    | 42                       | Daniel McLay             | 80°                      | 52                     | Lawrence Naesen        | 96°                    |
| 33                     | Jonas Koch             | 62°                    | 43                       | Alan Riou                | 72°                      | 53                     | Oliver Naesen          | 79°                    |
| 34                     | Luis-Joe Lührs         | 57°                    | 44                       | Clément Russo            | R                        | 54                     | Valentin Retailleau    | R                      |
| 35                     | Jordi Meeus            | 8°                     | 45                       | Kévin Ledanois           | R                        | 55                     | Michael Schär          | 84°                    |
| 36                     | Nils Politt            | 54°                    | 46                       | Luca Mozzato             | 15°                      | 56                     | Bastien Tronchon       | R                      |
| 37                     | Ide Schelling          | 87°                    | 47                       | Donavan Grondin          | R                        | 57                     | Pierre Gautherat       | 93°                    |
| Bahrain Victorious     | Bahrain Victorious     | Bahrain Victorious     | Intermarché-Circus-Wanty | Intermarché-Circus-Wanty | Intermarché-Circus-Wanty | Alpecin-Deceuninck     | Alpecin-Deceuninck     | Alpecin-Deceuninck     |
| N°                     | Ciclista               | Clas.                  | N°                       | Ciclista                 | Clas.                    | N°                     | Ciclista               | Clas.                  |
| 61                     | Jonathan Milan         | 12°                    | 71                       | Niccolò Bonifazio        | R                        | 81                     | Jasper Philipsen       | R                      |
| 62                     | Filip Maciejuk         | 45°                    | 72                       | Dries De Pooter          | 58°                      | 82                     | Samuel Gaze            | R                      |
| 63                     | Matej Mohorič          | 3°                     | 73                       | Rune Herregodts          | R                        | 83                     | Kaden Groves           | 14°                    |
| 64                     | Andrea Pasqualon       | 31°                    | 74                       | Arne Marit               | 50°                      | 84                     | Robbe Ghys             | R                      |
| 65                     | Fred Wright            | 37°                    | 75                       | Madis Mihkels            | R                        | 85                     | Silvan Dillier         | R                      |
| 66                     | Dušan Rajović          | R                      | 76                       | Baptiste Planckaert      | R                        | 86                     | Axel Laurance          | 82°                    |
| 67                     | Cameron Scott          | R                      | 77                       | Taco van der Hoorn       | 4°                       | 87                     | Timo Kielich           | 91°                    |
| Groupama-FDJ           | Groupama-FDJ           | Groupama-FDJ           | UAE Team Emirates        | UAE Team Emirates        | UAE Team Emirates        | Astana Qazaqstan Team  | Astana Qazaqstan Team  | Astana Qazaqstan Team  |
| N°                     | Ciclista               | Clas.                  | N°                       | Ciclista                 | Clas.                    | N°                     | Ciclista               | Clas.                  |
| 91                     | Lewis Askey            | 60°                    | 101                      | Pascal Ackermann         | 30°                      | 111                    | Leonardo Basso         | R                      |
| 92                     | Olivier Le Gac         | 19°                    | 102                      | Sjoerd Bax               | 86°                      | 113                    | Manuele Boaro          | R                      |
| 93                     | Fabian Lienhard        | 68°                    | 104                      | Rui Oliveira             | 20°                      | 114                    | Evgenij Gidič          | R                      |
| 94                     | Paul Penhoët           | R                      | 105                      | Matteo Trentin           | R                        | 115                    | Evgenij Fëdorov        | 83°                    |
| 95                     | Miles Scotson          | R                      | 106                      | Michael Vink             | R                        | 116                    | Martin Laas            | R                      |
| 96                     | Jake Stewart           | R                      | 107                      | Tim Wellens              | 5°                       | 117                    | Gleb Syrica            | R                      |
| 97                     | Samuel Watson          | 18°                    |                          |                          |                          |                        |                        |                        |
| Team DSM               | Team DSM               | Team DSM               | Ineos Grenadiers         | Ineos Grenadiers         | Ineos Grenadiers         | Lotto Dstny            | Lotto Dstny            | Lotto Dstny            |
| N°                     | Ciclista               | Clas.                  | N°                       | Ciclista                 | Clas.                    | N°                     | Ciclista               | Clas.                  |
| 121                    | Patrick Bevin          | R                      | 131                      | Brandon Rivera           | 78°                      | 141                    | Arnaud De Lie          | 7°                     |
| 122                    | Alberto Dainese        | R                      | 132                      | Michał Kwiatkowski       | R                        | 142                    | Frederik Frison        | 73°                    |
| 123                    | Nils Eekhoff           | R                      | 133                      | Luke Rowe                | R                        | 143                    | Arjen Livyns           | 70°                    |
| 124                    | Leon Heinschke         | R                      | 134                      | Magnus Sheffield         | 24°                      | 144                    | Mathijs Paasschens     | 74°                    |
| 125                    | Sean Flynn             | 25°                    | 135                      | Connor Swift             | 38°                      | 145                    | Liam Slock             | R                      |
| 126                    | Tim Naberman           | 56°                    |                          |                          |                          | 146                    | Brent Van Moer         | 39°                    |
| 127                    | Casper van Uden        | 46°                    | 147                      | Florian Vermeersch       | 32°                      |                        |                        |                        |
| Cofidis                | Cofidis                | Cofidis                | TotalEnergies            | TotalEnergies            | TotalEnergies            | Team Jayco AlUla       | Team Jayco AlUla       | Team Jayco AlUla       |
| N°                     | Ciclista               | Clas.                  | N°                       | Ciclista                 | Clas.                    | N°                     | Ciclista               | Clas.                  |
| 151                    | Bryan Coquard          | 22°                    | 161                      | Peter Sagan              | 33°                      | 171                    | Alexandre Balmer       | R                      |
| 152                    | Piet Allegaert         | 13°                    | 162                      | Lorrenzo Manzin          | R                        | 172                    | Christopher Jensen     | 66°                    |
| 153                    | André Carvalho         | 59°                    | 163                      | Daniel Oss               | R                        | 173                    | Luke Durbridge         | NP                     |
| 154                    | Christophe Noppe       | 75°                    | 164                      | E. Boasson Hagen         | 48°                      | 174                    | Felix Engelhardt       | R                      |
| 155                    | Alexis Renard          | 28°                    | 165                      | Jason Tesson             | R                        | 175                    | Kelland O'Brien        | R                      |
| 156                    | Jelle Wallays          | 77°                    | 166                      | Anthony Turgis           | 95°                      | 176                    | Lukas Pöstlberger      | R                      |
| 157                    | Max Walscheid          | 42°                    | 167                      | Dries Van Gestel         | 17°                      | 177                    | Zdeněk Štybar          | 85°                    |
| Movistar Team          | Movistar Team          | Movistar Team          | Team Flanders-Baloise    | Team Flanders-Baloise    | Team Flanders-Baloise    | Israel-Premier Tech    | Israel-Premier Tech    | Israel-Premier Tech    |
| N°                     | Ciclista               | Clas.                  | N°                       | Ciclista                 | Clas.                    | N°                     | Ciclista               | Clas.                  |
| 181                    | Iván García Cortina    | 11°                    | 191                      | Ruben Apers              | R                        | 201                    | Guillaume Boivin       | R                      |
| 182                    | Imanol Erviti          | 64°                    | 192                      | Toon Clynhens            | R                        | 202                    | Giacomo Nizzolo        | 41°                    |
| 183                    | Matteo Jorgenson       | 65°                    | 193                      | Gilles De Wilde          | 26°                      | 203                    | Jens Reynders          | R                      |
| 184                    | Max Kanter             | 69°                    | 194                      | Milan Fretin             | R                        | 204                    | Guy Sagiv              | R                      |
| 185                    | Lluís Mas              | 71°                    | 195                      | Alex Colman              | R                        | 205                    | Tom Van Asbroeck       | 44°                    |
| 186                    | Mathias Norsgaard      | R                      | 196                      | Elias Maris              | 51°                      | 206                    | Sep Vanmarcke          | 16°                    |
| 187                    | Iván Romeo             | R                      | 197                      | Ward Vanhoof             | 52°                      | 207                    | Rick Zabel             | R                      |
| Uno-X Pro Cycling Team | Uno-X Pro Cycling Team | Uno-X Pro Cycling Team | Bingoal WB               | Bingoal WB               | Bingoal WB               | Q36.5 Pro Cycling Team | Q36.5 Pro Cycling Team | Q36.5 Pro Cycling Team |
| N°                     | Ciclista               | Clas.                  | N°                       | Ciclista                 | Clas.                    | N°                     | Ciclista               | Clas.                  |
| 211                    | Alexander Kristoff     | 43°                    | 221                      | Louis Blouwe             | R                        | 231                    | Antonio Puppio         | 94°                    |
| 212                    | Rasmus Tiller          | 67°                    | 222                      | Rémy Mertz               | 63°                      | 232                    | Jack Bauer             | R                      |
| 213                    | Kristoffer Halvorsen   | 47°                    | 223                      | Karl Patrick Lauk        | R                        | 233                    | Kamil Małecki          | R                      |
| 214                    | Anders Skaarseth       | 21°                    | 224                      | Matteo Malucelli         | R                        | 234                    | Matteo Moschetti       | R                      |
| 215                    | Erik Resell            | 49°                    | 225                      | Alexander Salby          | R                        | 235                    | Alessandro Fedeli      | R                      |
| 216                    | Louis Bendixen         | R                      | 226                      | Nathan Vandepitte        | R                        | 236                    | Tobias Ludvigsson      | 88°                    |
| 217                    | Søren Wærenskjold      | R                      | 227                      | Guillaume V. Keirsbulck  | 55°                      | 237                    | Filippo Colombo        | 29°                    |
| Human Powered Health   |                        |                        |                          |                          |                          |                        |                        |                        |
| N°                     | Ciclista               | Clas.                  |                          |                          |                          |                        |                        |                        |
| 241                    | Stanisław Aniołkowski  | 61°                    |                          |                          |                          |                        |                        |                        |
| 242                    | Alan Banaszek          | R                      |                          |                          |                          |                        |                        |                        |
| 243                    | Matthew Gibson         | R                      |                          |                          |                          |                        |                        |                        |
| 244                    | August Jensen          | R                      |                          |                          |                          |                        |                        |                        |
| 245                    | Benjamin Perry         | R                      |                          |                          |                          |                        |                        |                        |
| 246                    | Sasha Weemaes          | R                      |                          |                          |                          |                        |                        |                        |
| 247                    | Stephen Bassett        | R                      |                          |                          |                          |                        |                        |                        |